# Ordem de Nossa Senhora das Mercês

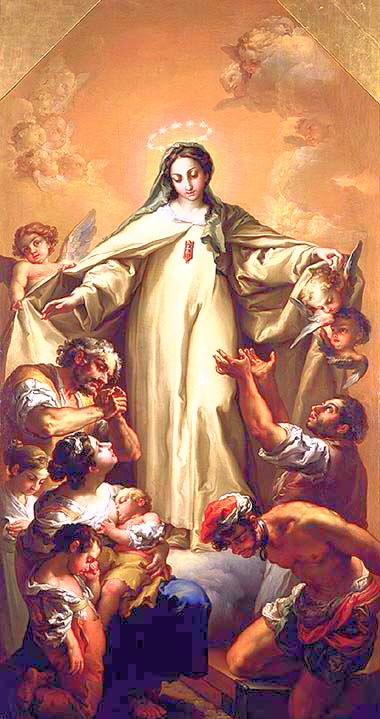
Bem-Aventurada Virgem Maria das Mercês para a Redenção dos Cativos

A Ordem Real, Celestial e Militar de Nossa Senhora das Mercês para a Redenção dos Cativos, também conhecida como Ordem de Nossa Senhora das Mercês (do Latim: Ordo Beatae Mariae de Mercede redemptionis captivorum), ou apenas Ordem dos Mercedários, é uma Ordem Romano Católica Mendicante fundada em 1218 por São Pedro Nolasco na cidade de Barcelona (Principado da Catalunha, Coroa de Aragão - atual Espanha), com apoio do rei Jaime I de Aragão e do bispo de Barcelona, Berenguer de Palou, para a redenção de cristãos cativos.
Os seus membros são comumente conhecidos como freis ou frades mercedários. Uma das características da Ordem de Nossa Senhora das Mercês é que, desde a sua criação, os seus membros fazem um quarto voto: morrer, se preciso for, por quem estiver em perigo de perder a sua fé. A Ordem atualmente está presente em 17 países.
O título Nossa Senhora das Mercês foi atribuido à Maria de Nazaré em 1218, devido um sonho/visão de três autoridades: Pedro Nolasco, Raimundo do Peñafort e, Jaime da Espanha, que a viram pedir que libertassem os cristãos escravizados pelos muçulmanos.

## Informações Gerais
Entre os séculos VIII e XV a Europa medieval estava em um estado de guerra constante, em decorrência do expansionismo do mundo muçulmano. Os cristãos pegaram em armas para se defender do avanço dos discípulos de Maomé. Os árabes conseguiram subjugar o Norte da África, a maioria da Espanha, o sul da França e a Sicília, fazendo do Mediterrâneo, anteriormente um Mar Romano, agora um Mar Muçulmano. Nas terras cristãs, nas lutas diárias, os Sarracenos pilhavam tudo o que podia ser transportado: animais, alimentos, manufaturas, metais preciosos, dinheiro e, especialmente, homens, mulheres e crianças que poderiam ser vendidos como escravos por um bom preço. A pirataria e a escravidão no Mar Mediterrâneo foram meios agressivos e violentos usados pelos muçulmanos para intimidar os seus inimigos cristãos e, acima de tudo, para obter grandes lucros de maneira fácil.
Por mais de seiscentos anos, esses constantes conflitos armados produziram numerosos prisioneiros de ambos os lados. Os prisioneiros sob o controle do islã foram transformados em escravos e submetidos ao domínio absoluto de seus proprietários mouros. Tais eram as condições de inúmeros cristãos nos países da Europa meridional no século XIII.
Nos territórios da Península Ibérica dominados pelos Visigodos, cristãos e muçulmanos acostumaram-se a comparar e vender cativos. Nos territórios sob as leis sarracenas os cativos eram, também, usados como meios de troca nas transações comerciais. Nesse contexto, no século X, mercadores da região de Andaluzia formavam caravanas para comprar escravos na Europa ocidental. No século XIII, assim como os temperos, os escravos constituíam um dos bens mais comercializados nos portos cristãos e muçulmanos.
Antes da Primeira Cruzada, muitos hospícios e hospitais foram organizados pelos capítulos das catedrais ou por ordens monásticas. No âmbito da organização comum das cidades, instituições de caridade locais foram estabelecidas por confrarias, por guildas ou individualmente por leigos bem-sucedidos preocupados com a salvação de suas almas.
Instituições de caridade de base mais ampla e aristocraticamente financiadas foram mais bem sucedidas e conhecidas, e os episódios de resgate aristocrático e até mesmo real e suas condicionantes foram objetos de crônicas e romances. Os cavaleiros da original Ordem de São João (os Cavaleiros Hospitalários) e os Cavaleiros Templários são conhecidos pelo impacto de suas obras de caridade organizadas sob os valores religiosos da Alta Idade Média.

## Pedro Nolasco
Fontes sobre a origem dos Mercedários são escassas e quase nada se sabe sobre o fundador, São Pedro Nolasco. Uma narrativa desenvolvida entre os séculos XV e XVII culminou com a canonização de Nolasco em 1628.
Os dois primeiros relatos, escritos em meados do século XV pelos cronistas mercedários Nadal Gaver e Pedro Cijar, declaram o fundador, filho de um mercador, ser de uma vila francesa chamada Mas-Saintes-Puelles, próxima da cidade de Castelnaudary, no atual departamento de Aude. Um relato mais completo da vida de Nolasco, escrito por Francisco Zumel apareceu em 1588 e é a base para a biografia que consta no Acta Sanctorum, segundo o qual Nolasco vem de uma linhagem aristocrática e suas credenciais como uma figura catalã são estabelecidas com evidências da migração de sua família para Barcelona.  Todos os biógrafos concordam que, em algum momento de sua juventude, Nolasco ficou preocupado com a situação dos cristãos capturados nas invasões mouras e que ele decidiu criar uma ordem religiosa para ajudar esses infelizes.
Nolasco começou a resgatar cativos cristãos em 1203. Depois de quinze anos de trabalho, ele e seus amigos viram que o número de cativos foi crescendo dia a dia. Seu plano foi estabelecer uma ordem religiosa redentora bem-estruturada e estável, sob o patrocínio de Maria Santíssima.

## A Fundação da Ordem
A Ordem da Bem-Aventurada Virgem Maria da Misericórdia (ou Ordem das Mercês, O. Merc., Mercedários, Ordem dos Cativos, ou Ordem de Nossa Senhora das Mercês) foi uma das muitas dezenas de associações que surgiram na Europa durante os séculos XII e XIII como instituições de caridade. O trabalho dos mercedários estava em resgatar os cristãos cativos (escravos) de mãos muçulmanas, especialmente ao longo da fronteira que a Coroa de Aragão compartilhava com a Al-Andalus (Espanha Muçulmana).
A Ordem das Mercês, um movimento popular de piedade pessoal organizado primeiramente por Nolasco no início do século XIII, foi concebida para libertar homens comuns que não possuiam meios de negociar suas liberdades, os “pobres de Cristo”.

### Origens

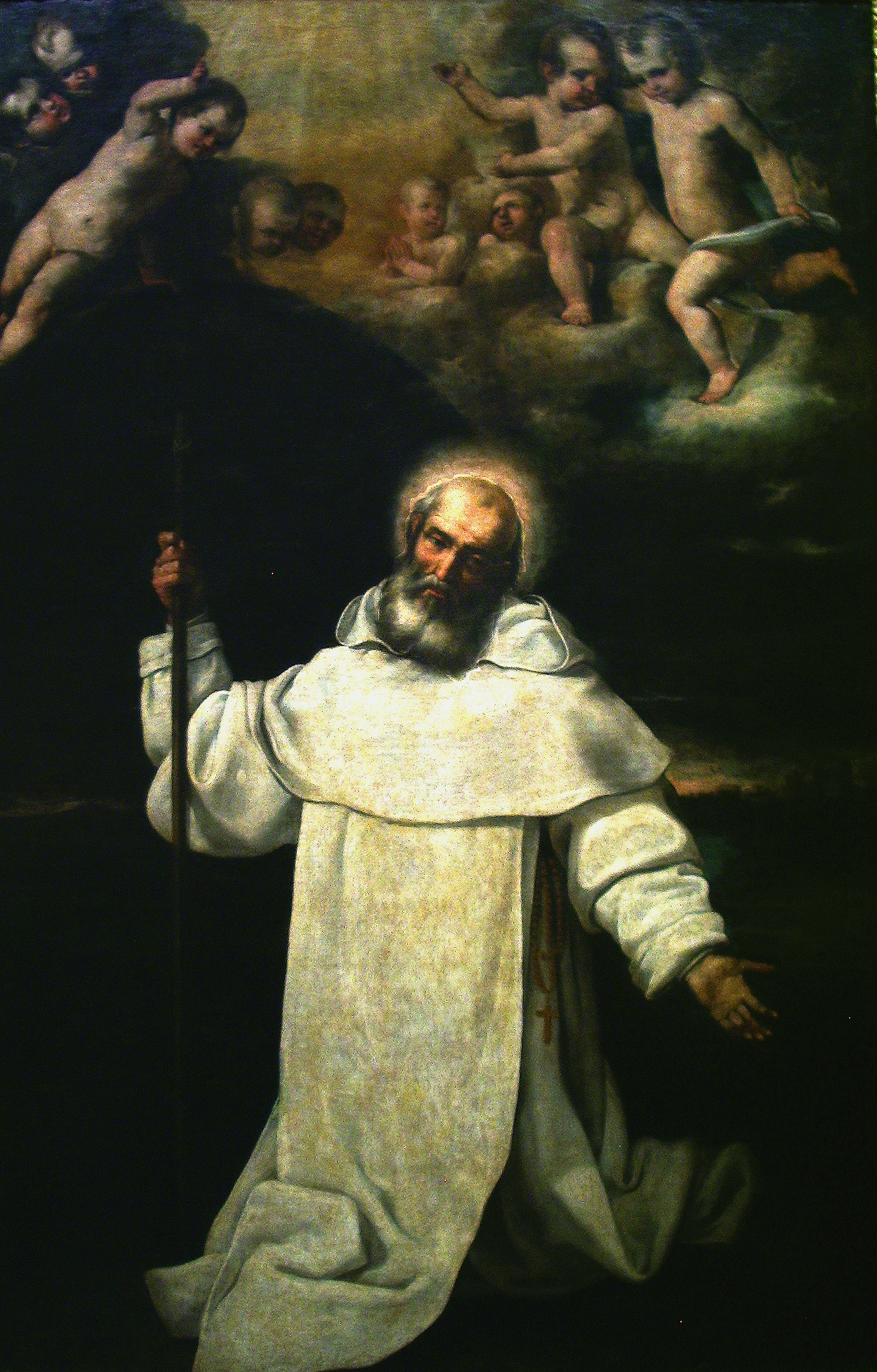
Pedro Nolasco (1189-1256), fundador da Ordem de Nossa Senhora das Mercês.

A partir do ano 1192 certos nobres de Barcelona tinha formado uma confraria com o objetivo de cuidar de doentes nos hospitais, e também de resgatar cristãos cativos dos mouros. A tradição conta que em torno de 1218, Nolasco e o Rei Jaime I de Aragão, experimentaram separadamente uma visão da Virgem Maria, que lhes pediu para fundar uma ordem religiosa dedicada a resgatar os muitos cristãos detidos pelos muçulmanos. O confessor de Nolasco, Raimundo de Penaforte, um frade dominicano e ex-cônego de Barcelona, encorajou-o e ajudou-o nesse projeto. O rei Jaime I também estendeu sua proteção a Nolasco.
Em 10 de agosto de 1218, a nova ordem religiosa para o resgate de cativos foi oficialmente e solenemente constituída sob o altar principal da tumba de Santa Eulália na Catedral da Santa Cruz (também conhecida como Catedral de Santa Eulália) em Barcelona. O bispo Berenguer de Palou II deu a Nolasco e seus companheiros o hábito religioso branco que usariam como característica da Ordem. O bispo os colocou sob as Regra de Santo Agostinho como norma para suas vidas em fraternidade e deu sua autorização para que o símbolo de sua Catedral, a Santa Cruz, fosse utilizada em nos hábitos da Ordem. Depois disso, Nolasco e os primeiros mercedários fizeram suas profissões religiosas diante do bispo. Sua sede era o Mosteiro de Santa Eulália de Barcelona, que serviu como primeiro convento mercedário e como casa de acolhida para os primeiros prisioneiros resgatados.

### Registros Documentais

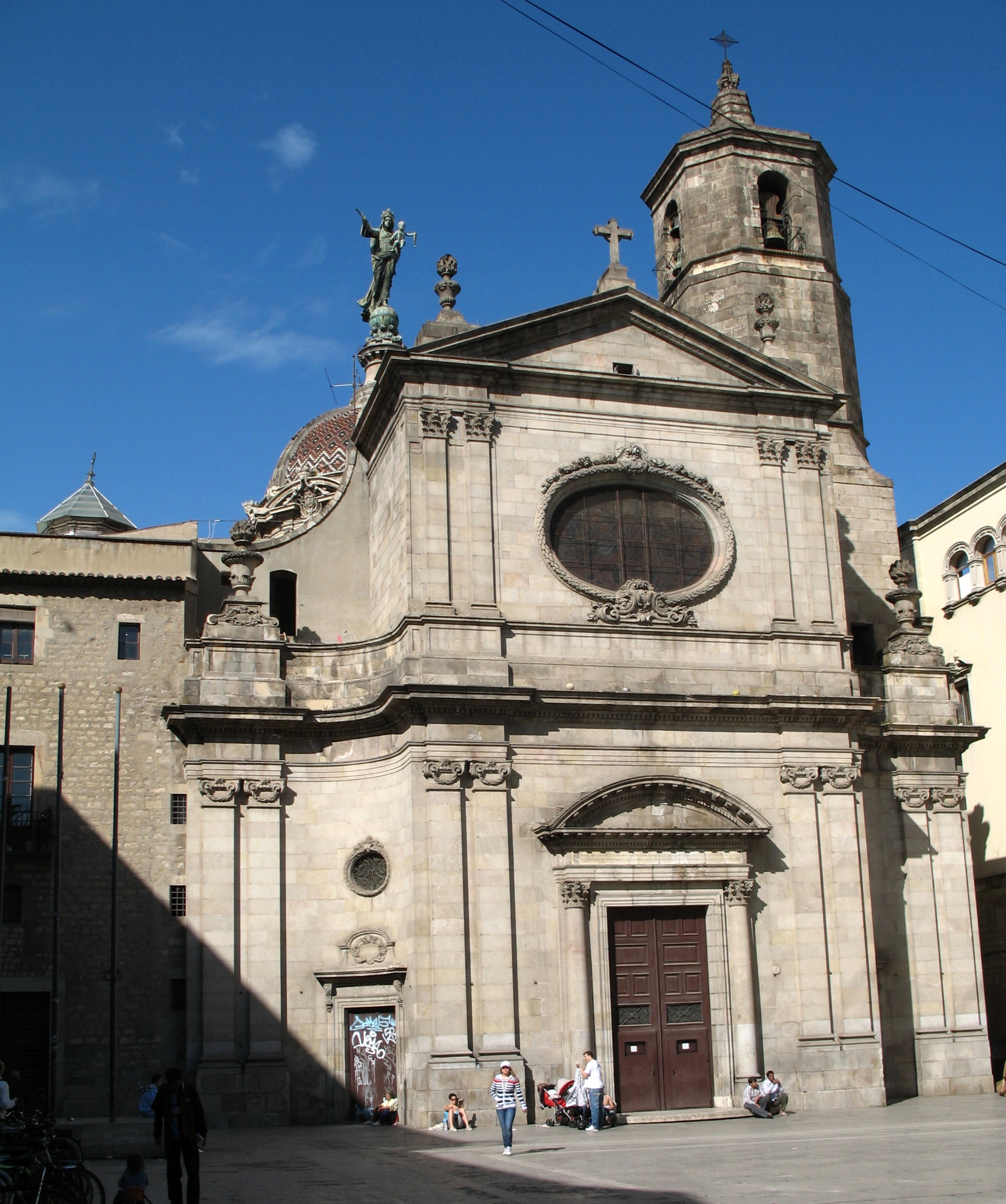
A Basílica das Mercês em Barcelona, onde a Igreja Matriz Mercedária foi construída em 1267

Reconstruir o início da Ordem a partir de registros documentais produz menos detalhes da narrativa. Pelos registros documentais no ano de 1218 não aparece nenhuma referência a Nolasco. O fundador aparece pela primeira vez em 1226 como um coletor de esmolas em Perpinhã (divisa do sul da França com o norte da Espanha). Em 1230 ele estava coletando esmolas em Barcelona para a redenção de cativos como o chefe de uma pequena confraria. No dia 12 de agosto de 1230, Maimó Gombal, morador de Barcelona e dono de algumas propriedades, colocou em seu testamento que cem scudi deveriam ser entregues a Nolasco para a libertação de prisioneiros cristãos. Esse tipo de benfeitoria não era incomum, nem em quantidade e nem em intenção, para os catalães daquela época. O que diferencia esse testamento em particular é que ele contém a primeira informação do trabalho de redenção de cativos realizado por Pedro Nolasco. Documentalmente, nada se sabe sobre Nolasco antes de sua aparição no testamento de Maimó.
Durante os próximos seis anos, a confraria evolui lentamente para uma ordem religiosa, na medida em que seus membros adquiriam propriedades na Catalunha. Enquanto Nolasco, em todos os relatos, estabeleceu pela primeira vez o seu movimento em Barcelona e, em seguida, em Mallorca, suas primeiras aquisições documentadas ocorreram no Reino de Valência. Aqui circunstâncias especiais associadas com a fronteira (uma abundância de novas terras à espera de fixação cristã e um lugar para a prática de libertação de prisioneiros) criaram um ambiente ideal para a nova Ordem. Consequentemente, a preponderância do que os Mercedários viriam a possuir aqui eram de terras doadas pelo rei, por cavaleiros das cruzadas e por outros patronos.
Em 1235, o Papa Gregório IX concedeu aos Mercedários reconhecimento formal como uma Ordem Religiosa sob as Regras de Santo Agostinho. A pequena Ordem ganhou membros adicionais, propriedades e apoios nas décadas de 1250 e de 1260. Embora evidências sejam escassas, assume-se que esse apoio veio em reconhecimento aos trabalhos da Ordem na libertação de prisioneiros cristãos em uma zona de guerra que permaneceu bastante ativa. O crescimento da Ordem, entretanto, causou tumulto institucional. O resultado mais visível foi a sua reorganização em 1272 pelo novo mestre, Pere d’Amer. Jaime I, cujos descendentes alegam ser o fundador da Ordem Mercedária, teve, de fato, nenhum contato documentado com a Ordem até o final da década de 1230 e início da década de 1240, no momento em que ele concedeu formalmente terras ex-muçulmanas em Valência, especialmente o Santuário de Santa Maria del Puig, santa patrona do reino. Na década de 1250 o patrocínio real torna-se evidente quando o rei concede à Ordem Mercedária seu guidaticum (proteção diplomática), privilégios econômicos e, pelo menos temporariamente, o importante Santuário de São Vicente na cidade de Valência. Reivindicações dos reis Jaime II e Pedro IV sobre a criação real da Ordem Mercedária não refletem a história real, mas suas próprias intenções sobre os recursos financeiros e pessoais.

### Constituições da Ordem Mercedária

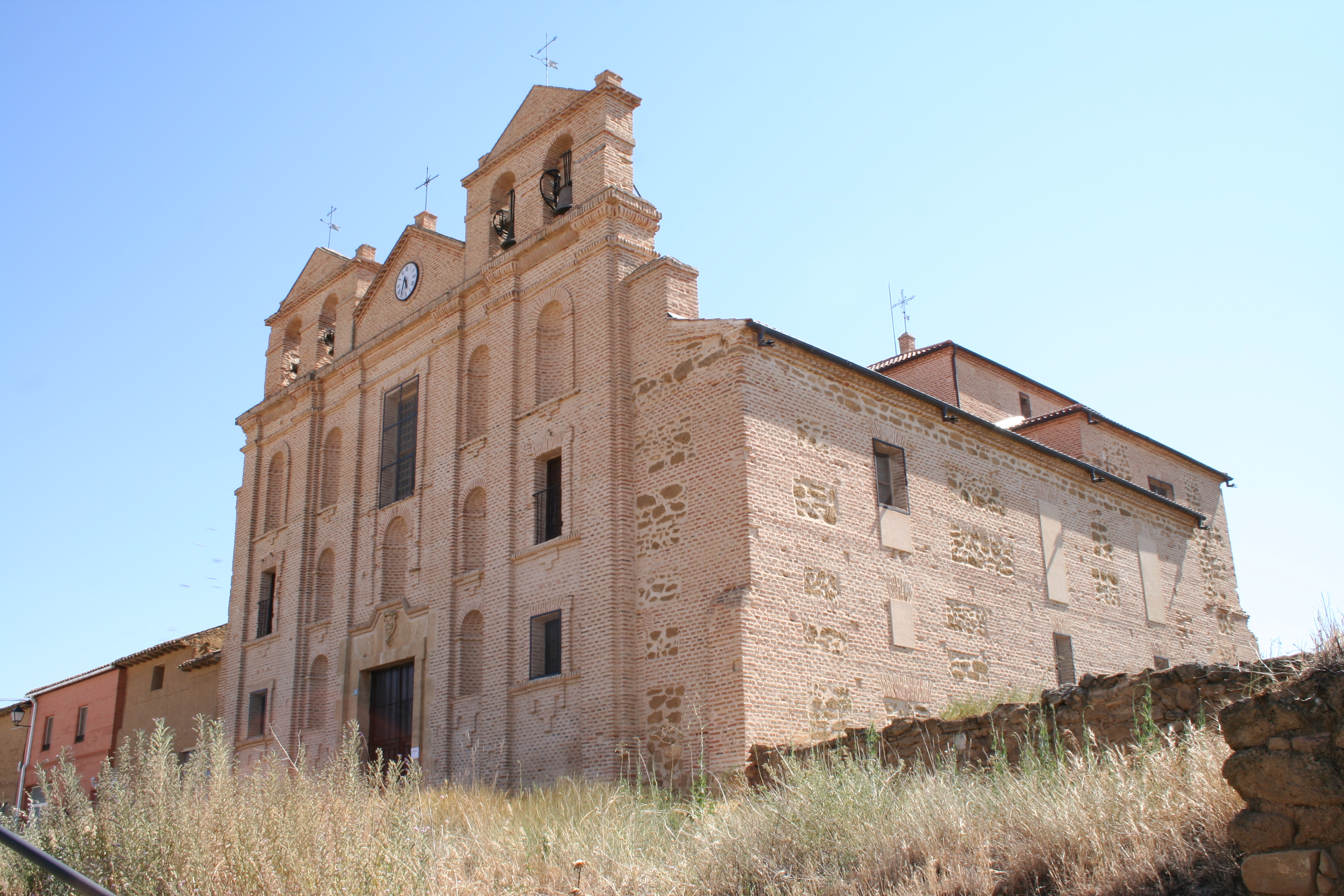
Convento das Mercês, fundado em 1607, é um convento Mercedário, que agora serve como uma igreja, na pequena cidade de Valdunquillo, no norte de Castela.

No prefácio da primeira Constituição da Ordem Mercedária de 1272, três elementos muito importantes referente à fundação são encontrados: o nome, o fundador e o propósito da Ordem.
O nome com o qual a Ordem fundada por Nolasco é identificada é mencionado pela primeira vez. Antes da Constituição de 1272, a Ordem teve vários nomes dentre os quais: Ordem de Santa Eulália; Ordem da Misericórdia dos Cativos; Ordem de Resgate de Cativos; Ordem das Mercês. Mas o título próprio e definitivo é: Ordem da Virgem Maria das Mercês para a Redenção de Cativos.
Então afirma-se que Nolasco foi constituído “servo, mensageiro, fundador e promotor” do novo Instituto. Pedro Nolasco é o real fundador da Ordem ou o “Procurador de esmolas para os cativos”, conforme definido no dia 28 de março de 1219, pelo primeiro documento referente a ele depois da fundação.
Finalmente, é claramente especificado que o objetivo da Ordem é "visitar e para libertar os cristãos que estão em cativeiro e em poder dos sarracenos ou de outros inimigos da nossa Lei... Por esta obra de misericórdia... todos os irmãos desta Ordem, como filhos de verdadeira obediência, devem ser sempre de bom grado estarem dispostos a abrir mão de suas vidas, se for necessário, como Jesus Cristo deu a sua para nós".
Esses detalhes históricos da fundação da Ordem das Mercês estão reunidos na carta de 11 de janeiro de 1358, enviada por Pedro IV de Aragão, o Cerimonioso, ao Papa Inocêncio VI e mantida até hoje nos arquivos da Coroa de Aragão.

## A Reforma
No século XV, um movimento cresceu entre os monastérios da Ordem procurando a estilo de vida mais rigoroso, observando mais estritamente as Regra de Santo Agostinho sob as quais os frades viviam. Isto se espalhou e ganhou a aprovação do mestre-geral da Ordem. Como resultado da Contrarreforma, estimulado pelo Concílio de Trento nos séculos seguintes, este objetivo foi reavivado e desenvolvido pelo Frei João Batista do Santíssimo Sacramento (em espanhol, Juan Bautista del Santísimo Sacramento).
A uma pequena comunidade de frades foi permitido abrir seu próprio mosteiro, sob a liderança do Frei João Batista, em 1603. Adotando uma forma mais simples de vida e de seu hábito religioso e vestindo apenas sandálias, eles ficaram conhecidos como os Mercedários Recoletos e, mais tarde, como Mercedários Descalços. Eles foram aprovados como um ramo semi-autônomo da Ordem Mercedária pelo Papa Gregório XV em 1621. Eles eventualmente se separaram e tornaram-se uma Ordem totalmente independente.

## O Quarto Voto
Algumas Ordens e Congregações, além dos três votos religiosos, adicionam votos próprios.
Esses votos adicionais fazem parte da natureza da profissão de cada Ordem e são permitidas pela Igreja. Eles podem ser solenes ou simples, perpétuos ou temporários. O Quarto Voto da Ordem das Mercês é um voto solene. Em conformidade com o princípio geral de um voto, é um ato de vontade e uma promessa autêntica em que a razão para o voto é a perfeição. Ele também pressupõe uma vontade sincera de obrigação em consciência e em virtude da comunidade.

### O quarto voto nas várias constituições da Ordem
- Na primeira constituição da Ordem, A Constituição Amerian (1272): “...todos os irmãos da Ordem devem sempre de bom grado estarem dispostos a abrir mão de suas vidas, se necessário for, como Jesus Cristo deu a sua por nós...”

- A Constituição Albertina (1327): “capítulo 28: A entrega da própria vida como refém em território sarraceno”.

- A Constituição Zumelian (1588): “Eu serei obediente a você e a seus sucessores até a morte; e permanecerei em pessoa em poder dos sarracenos se necessário for para o resgaste dos fiéis de Cristo”.

- A Constituição Madrilena (1692) e a Constituição Romana (1895): “Por isso, temos de compreender em primeiro lugar que todos os nossos religiosos estão comprometidos com o resgate de cativos, de tal forma que eles não só devem estar dispostos a realiza-lo, de fato, se a Ordem os enviar, mas também para recolher esmolas, ou fazer o quer for preciso para o ato de redenção se o prelado os selecionar.
  1. Também na Constituição Madrilena: “Nós declaramos que esse voto é essencial porque ele inseparavelmente constitui nossa Ordem em sua natureza e substância em virtude do início da Instituição... e nossos predecessores sempre o professaram e o cumpriram”.

- A Constituição e as normas (1970): “O Mercedário, impulsionado pela caridade, dedica-se a Deus por um voto especial em virtude do qual ele promete dar a própria vida, se preciso for, como Deus fez por nós, para libertar os cristãos das novas formas de escravidão que os colocam em risco de perderem a sua fé”.

- A Constituição Aquarian (1986): "A fim de cumprir essa missão nós, impelidos pelo amor, consagramo-nos a Deus com um voto especial, em virtude do qual nós prometemos dar a nossa vida, como Cristo deu a sua vida por nós, caso seja necessário, a fim de salvar os cristãos que se encontram em extremo perigo de perder a sua fé por meio de novas formas de cativeiro".

## Nossa Senhora das Mercês
Eventualmente o dia da festa foi instituído e observado para o dia 24 de Setembro, a princípio na Ordem Religiosa, e em seguida na Espanha e na França, e em 22 de fevereiro de 1696, o Papa Inocêncio XII estendeu a solenidade para toda a Igreja Católica. Os Mercedários mantêm este dia como uma solenidade de primeira classe, com vigília, oitava privilegiada e ofício sob o título: Solemnitas Descensionis B. Mariæ V. de Mercede.

### Patronagem
Nossa Senhora das Mercês é a principal padroeira de Barcelona; o próprio Gabinete estendeu a Barcelona (1868) e a toda Espanha (segunda classe, 1883). Sicília, que tinha sofrido muito com os sarracenos, mantém a velha data da festa (domingo mais próximo a 01 de agosto) com a permissão da Congregação dos Ritos de 31 de agosto de 1805. Na Inglaterra, a devoção a Nossa Senhora das Mercês foi revivida nos tempos modernos para obter o resgate da Inglaterra como Dote de Nossa Senhora ou Dote de Maria (Our Lady’s Dowry).

## Brasil
Atualmente os Mercedários estão presentes no Brasil nos estados de São Paulo, Rio de Janeiro, Minas Gerais, Bahia, Piauí, Belém e no Distrito Federa.

## Maiores Leituras
- Brodman, James William 1986. Ransoming Captives in Crusader Spain:The Order of Merced on the Christian-Islamic Frontier

## Ligações Externas
- «Mercedários»
- «Milícia da Imaculada»
- «Nossa Senhora das Mercês, Evangelizo.org, 24 de Setembro de 2012»
- Ordem das Mercês ou da Redenção (da Trindade) in Infopédia (em linha). Porto: Porto Editora, 2003-2021. (consult. 2021-03-29 12:20:18).